# Samsung Galaxy C8
Samsung Galaxy C8 es un teléfono inteligente Android desarrollado por Samsung Electronics. Fue lanzado en septiembre de 2017. El teléfono tiene 32 GB (ampliables hasta 256 GB) de almacenamiento interno, 3 GB de RAM y una CPU octa-core de 1,69 GHz.

## Especificaciones

### Hardware
El Samsung Galaxy C8 cuenta con 32 GB (ampliables hasta 256 GB) de almacenamiento interno y 3 GB de RAM. Se puede insertar una tarjeta microSD para hasta 256 GB adicionales de almacenamiento. Las cámaras duales en la parte trasera tienen una resolución de 13+5 MP, mientras que la cámara frontal es de 16 MP. El teléfono tiene una CPU octa-core de 1,69 GHz y también está equipado con un escáner de huellas dactilares.

### Historia
El teléfono inteligente Samsung Galaxy C8 se lanzó en septiembre de 2017.